# Alstroemeria kingii
Alstroemeria kingii là một loài thực vật có hoa trong họ Alstroemeriaceae. Loài này được Phil. miêu tả khoa học đầu tiên năm 1873.